# Mucuna pallida
Mucuna pallida är en ärtväxtart som beskrevs av Eugène Jacob de Cordemoy. Mucuna pallida ingår i släktet Mucuna och familjen ärtväxter. Inga underarter finns listade i Catalogue of Life.